# Dar wotywny

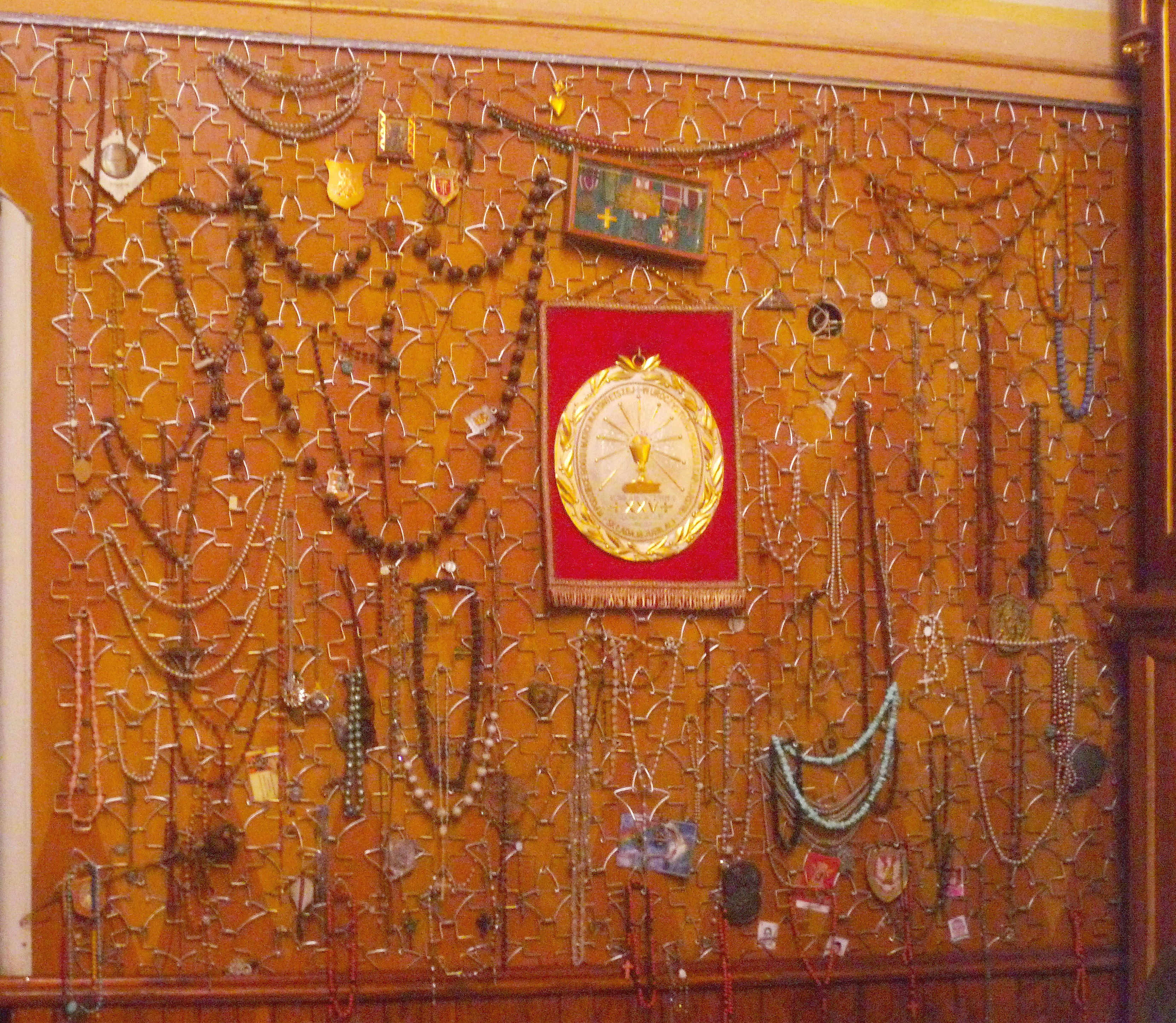
Wota dziękczynne wystawione w kościele parafialnym w Płonce Kościelnej

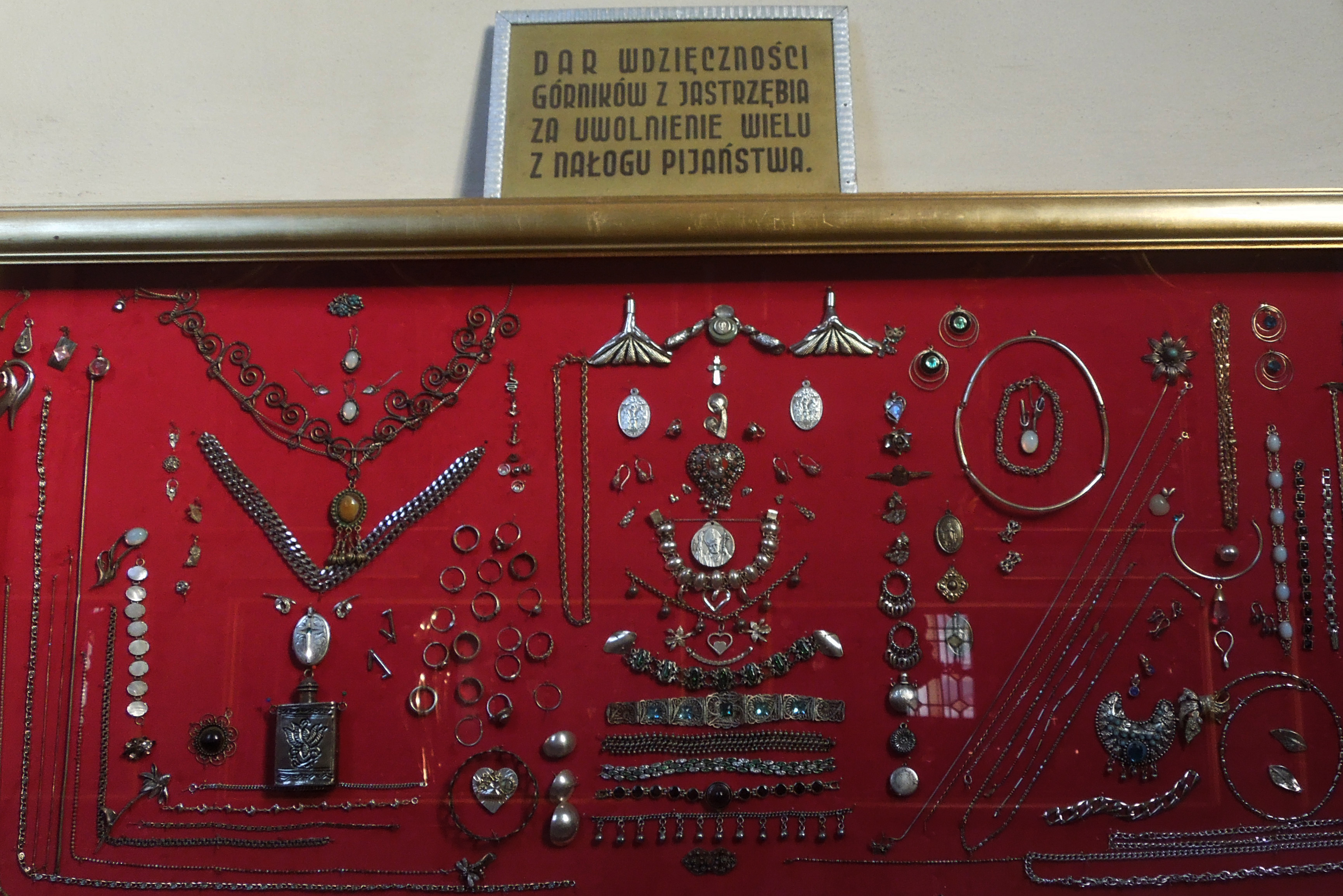
Dary wotywne w sanktuarium św. Józefa w Kaliszu w dowód wdzięczności za uwolnienie wielu z nałogu pijaństwa

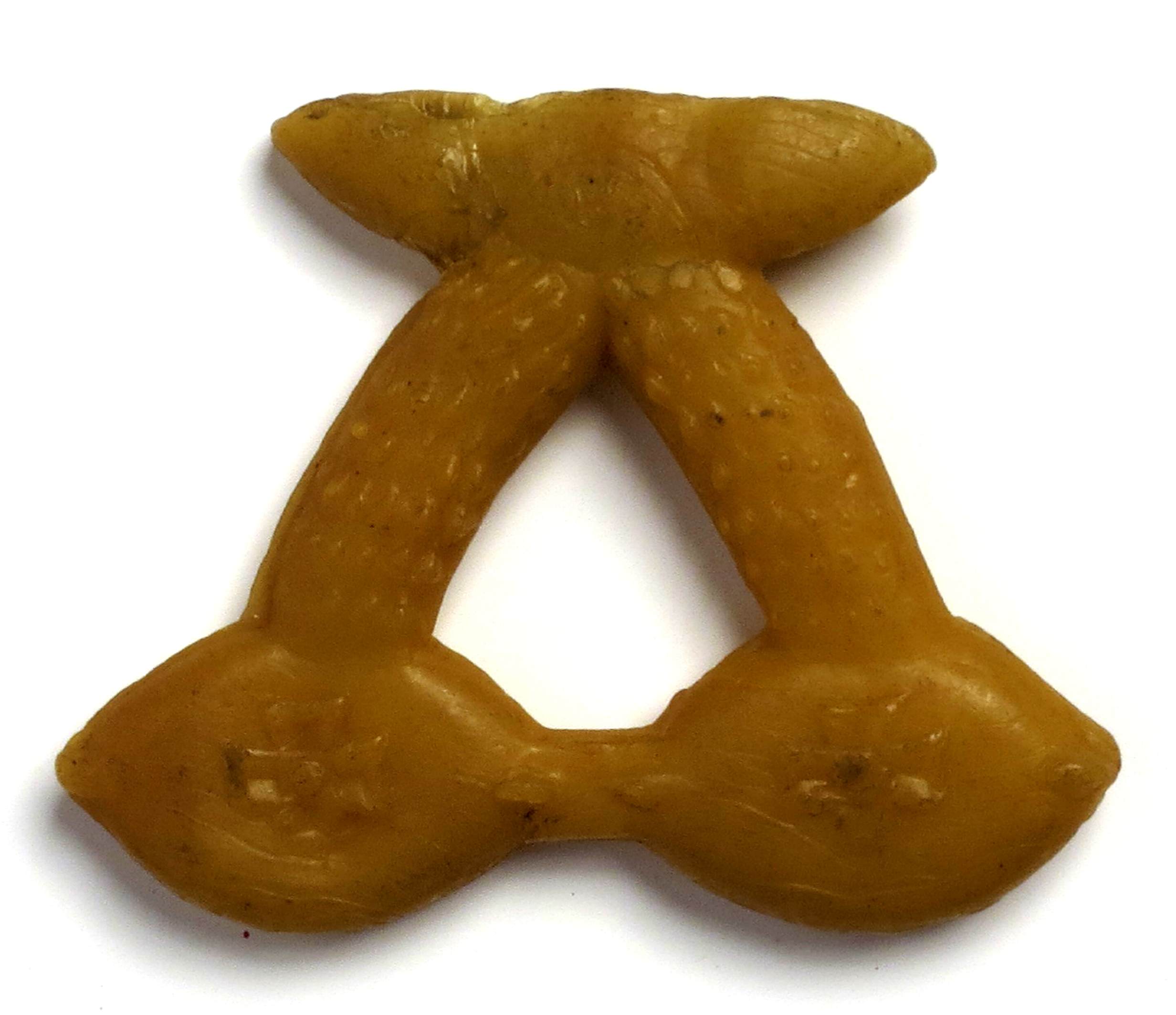
Wotum z wosku (Słowacja, XIX wiek, ze zbiorów Państwowego Muzeum Etnograficznego w Warszawie)

Dar wotywny, wotum dziękczynne – religijny dar składany w określonej intencji lub jako dowód wdzięczności, zazwyczaj w sanktuariach (kościołach) lub w miejscach pielgrzymek. 
W starożytności pogańskiej często znane jako ex voto (łac. dosł. „ze ślubowania”) – dar symboliczny składany bóstwu jako dziękczynienie (agalma) albo ofiara błagalna. Miał postać niewielkich figurek terakotowych lub metalowych (najczęściej brązowych, ołowianych), płytek płaskorzeźbionych bądź malowanych (np. pinaksy) z kamienia lub terakoty, a nawet naczyń. Rzadszą formą wotum były posągi albo nieduże budowle. 
Chrześcijańskie wota religijne to symboliczne przedmioty wiążące się z określoną intencją modlitwy lub jej wysłuchaniem – np. kule inwalidzkie, różańce, modele statków, odlewy części ciała itp.
W znaczeniu szerszym wotum oznacza wszelki ślubowany dar – symboliczne wyobrażenie lub inny przedmiot (np. naszyjnik, srebrne bądź złote serce) ofiarowany w konkretnej intencji bądź też ofiarowany w dowód wdzięczności, zwykle tam (poza świątynią – np. przydrożny krzyż lub kapliczka), gdzie zwrócono się z prośbą w potrzebie. Pojawia się w końcu XVI i początkach XVII wieku jako przejaw ludowej pobożności. Jest zjawiskiem typowym dla Kościoła katolickiego.
W okazalszej postaci może mieć nawet postać obrazu (malowidła). „Najstarsze z tych obrazów dzielą się na dwie strefy: z lewej strony klęczący donator, z prawej niebiańska scena przedstawiająca ukazanie się wśród obłoków świętego orędownika. Później dodano trzecią strefę: scenę cudu, opis niebezpieczeństwa, którego uniknął donator. W wieku XVIII ta ostatnia strefa będzie zajmowała coraz więcej miejsca, a wreszcie, z początkiem XIX w., uczyni z donatorów i świętych już tylko figurantów”. 
Charakter wotum może mieć również budowla służąca celom religijnym: świątynia, klasztor, szpital, ufundowana jako świadectwo wdzięczności lub ekspiacji (np. kościoły fundowane przez władców). Należy do nich m.in. klasztor Matki Boskiej Zwycięskiej w Batalha (Portugalia) – założony przez Jana I jako dar za zwycięstwo nad Hiszpanami pod Aljubarrota, czy kościół kapucynów (Przemienienia Pańskiego) w Warszawie (1683-1694), ufundowany z klasztorem przez Jana III Sobieskiego za zwycięstwa pod Chocimem i Wiedniem.